# تشي هو 360
تشي هو 360 (بالصينية: 奇虎) (بالإنجليزية: Qihoo 360)‏ الاسم الكامل Qihoo 360 Technology Co. Ltd، هي شركة صينية لأمن الإنترنت معروفة ببرامج مكافحة الفيروسات (360 Safeguard و 360 Mobile Safe) ومتصفح الويب (360 Secure Browser) ومتجر التطبيقات (360 Mobile Assistant). أسسها تشو هونج يي و Qi Xiangdong في يونيو 2005.   تمتلك الشركة 500 مليون مستخدم لمنتجات أمن الإنترنت الخاصة بها وأكثر من 600 مليون مستخدم لمنتجاتها في مكافحة فايروسات الهاتف اعتبارًا من يونيو 2014.
يقع المكتب الرئيسي للشركة في منطقة تشاويانغ ، بكين.

## روابط خارجية
- الموقع الرسمي (الصين)
- الموقع الرسمي (عالمي)
- http://www.so.com